# مايكل سوانويك
مايكل سوانويك (بالإنجليزية: Michael Swanwick) (18 نوفمبر 1950، فيلادلفيا في الولايات المتحدة - ) صحفي وكاتب وروائي أمريكي، حاصل على جائزة هوغو لأفضل قصة قصيرة عن «نبض الآلة المتزايد» في العام 1999.

## روابط خارجية
- مايكل سوانويك على موقع IMDb (الإنجليزية)
- مايكل سوانويك على موقع ميوزك برينز (الإنجليزية)